# Comté de Washington (Maine)
Pour les articles homonymes, voir Comté de Washington.
Le comté de Washington est situé dans l’État du Maine, aux États-Unis. Son siège est Machias. Selon le recensement de 2010, sa population est de 32 856 habitants.

## Géographie

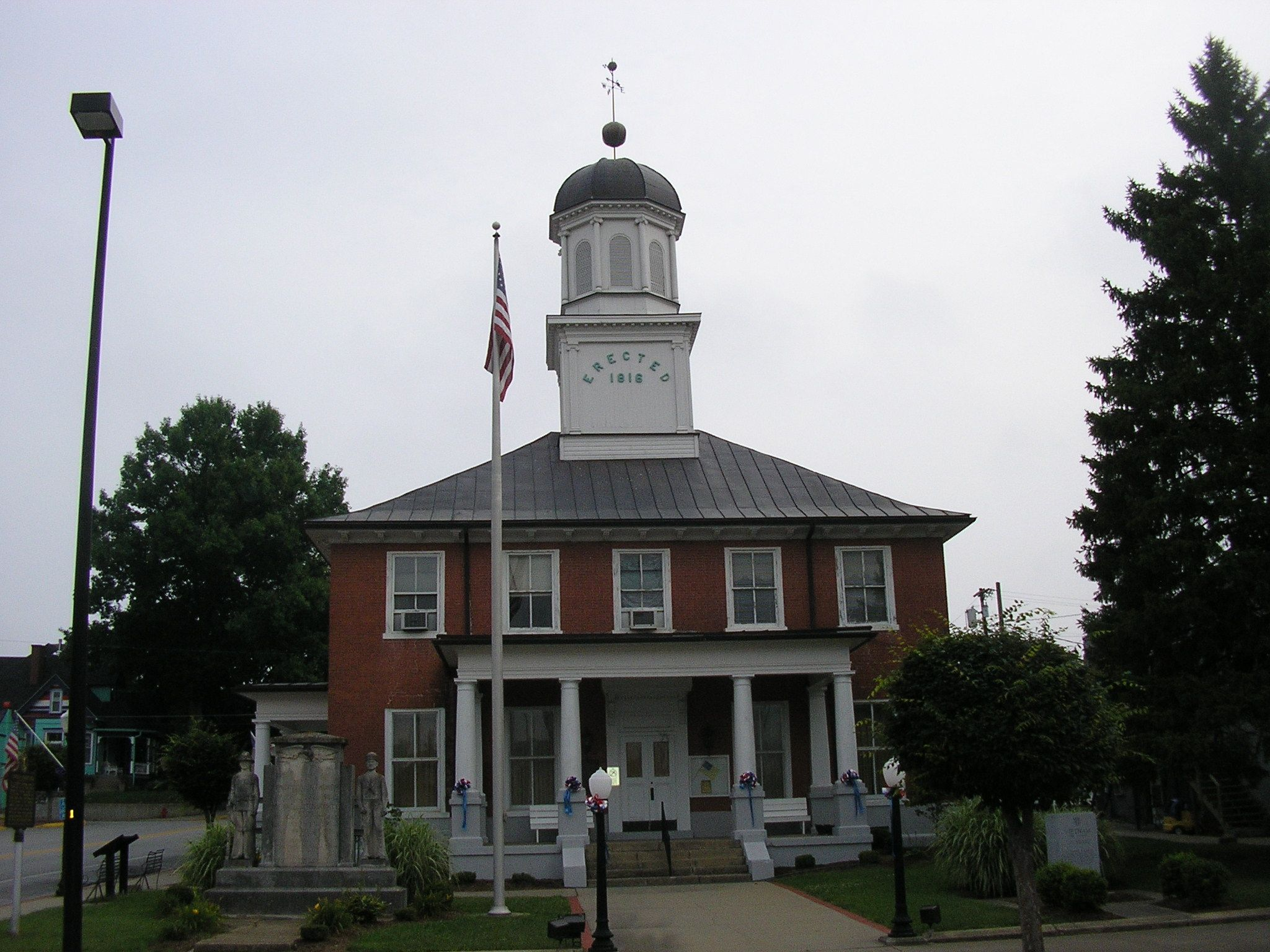

Le comté a une superficie de 8 430 km2, dont 6 652 km2 sont de terre. C'est le comté le plus oriental des États-Unis.

## Géolocalisation
| Comté de Penobscot |                     | Comté d'Aroostook Comté d'York (Nouveau-Brunswick) |
|                    | Comté de Washington | Comté de Charlotte (Nouveau-Brunswick)             |
| Comté de Hancock   |                     |                                                    |

## Démographie
| Groupe            | Comté de Washington | Maine | États-Unis |
| ----------------- | ------------------- | ----- | ---------- |
| Blancs            | 92,1                | 95,2  | 72,4       |
| Amérindiens       | 4,9                 | 0,7   | 0,9        |
| Métis             | 1,7                 | 1,6   | 2,9        |
| Asiatiques        | 0,5                 | 1,0   | 4,8        |
| Autres            | 0,5                 | 0,4   | 6,4        |
| Afro-Américains   | 0,4                 | 1,2   | 12,6       |
| Total             | 100                 | 100   | 100        |
|                   |                     |       |            |
| Latino-Américains | 1,4                 | 1,3   | 16,7       |

Selon l'American Community Survey, pour la période 2011-2015, 94,20 % de la population âgée de plus de 5 ans déclare parler l'anglais à la maison, 2,17 % déclare parler une langue amérindienne (principalement le malécite-passamaquoddy), 1,47 % l'espagnol, 0,71 % le français et 1,45 % une autre langue.